# Puigdomènec (Granera)
Puigdomènec era una masia del terme municipal de Granera, a la comarca catalana del Moianès. Pertanyia a la parròquia de Sant Julià d'Úixols. Actualment, la reconstrucció que se n'ha fet està inacabada.
Està situada a 832,8 metres d'altitud, a la carena de la Serra de Puigdomènec, a la dreta del torrent de Salvatges i a l'esquerra del Sot de Puigdomènec. És a la mateixa carena i al nord-oest de Salvatges.

Puigdomènec, respecte del terme de Granera

Des del punt quilomètric 6,4 de la carretera BV-1245 surt cap al sud una pista asfaltada que mena a la Fàbrica del Marcet en menys de 150 metres. Des d'aquest lloc, una pista rural en bon estat s'adreça cap al sud-oest, en direcció al Pantà del Marcet, a la vora dreta del qual arriba. Des d'aquell lloc, la pista continua cap a migdia, seguint tot el pantà per la seva riba dreta. Quan deixa enrere el pantà, segueix un trosset el torrent de la Riera també per la dreta, fins que el travessa i continua cap al sud pel marge esquerre. A migdia de la Plana del Mas troba un trencall cap a llevant, pel qual es torna a travessar el torrent, i segueix cap al sud-est per la vora dreta del torrent de Salvatges. De seguida, però, troba el Sot de Puigdomènec, que segueix també pel marge dret cap al sud-est. Al cap de poc el travessa, i, per la seva riba esquerra, comença a enfilar-se pel vessant nord i nord-est de la Serra de Puigdomènec. Al cap d'un tram d'uns 600 metres gira en un tancat revolt per tal d'emprendre cap al nord-oest; al cap de 150 metres torna a trencar en un tancat revolt, ara cap al sud-est. Després d'uns 700 metres torna a fer el mateix, ara girant cap a ponent, i en uns 400 metres arriba dalt de la carena, on hi ha la masia de Puigdomènec. Es tracta d'un recorregut de quasi 4 quilòmetres, des de la carretera.